# Liga Báltica de balonmano
La Baltic League es una competición de equipos de balonmano de distintos países de Europa del este y los países bálticos. Está formada por dos grupos, uno de seis y otro de cinco, de los cuales los cuatro primeros de grupo disputan un playoff para decidir el ganador de la competición.

## Palmarés
| Temporada | Campeón         | Resultado | Finalista              |
| --------- | --------------- | --------- | ---------------------- |
| 2008-2009 | HC Dinamo Minsk | 30-22     | Chocolate Boys Tallinn |
| 2009-2010 | Põlva Serviti   | 37-28     | Riihimäki Cocks        |
| 2010-2011 | HC Kehra        | 28-26     | Põlva Serviti          |
| 2011-2012 | HC Kehra        | 25-22     | Põlva Serviti          |
| 2012-2013 | SKA Minsk       | 32-26     | Riihimäki Cocks        |
| 2013-2014 | SKA Minsk       | 31-26     | Põlva Serviti          |
| 2014-2015 | SKA Minsk       | 41-22     | Riihimäki Cocks        |
| 2015-2016 | Riihimäki Cocks | 36-32     | SKA Minsk              |
| 2016-2017 | Riihimäki Cocks | 20-18     | ZTR Zaporiyia          |
| 2017-2018 | Riihimäki Cocks | 26-23     | Põlva Serviti          |
| 2018-2019 | Riihimäki Cocks | 23-22     | ZTR Zaporiyia          |

## Equipos 2019-20
- SKA Minsk
- ZTR Zaporiyia
- Riihimäki Cocks
- Celtnieks Riga
- Põlva Serviti
- Granitas Kaunas
- Dragunas Klaipeda
- Šviesa Vilnius
- Tenax Dobele
- Viljandi HC
- HC Kehra
- HC Tallin